# Traumatocrinus
Il traumatocrino (gen. Traumatocrinus) è un echinoderma estinto, appartenente ai crinoidi. Visse tra il Triassico medio e il Triassico superiore (Ladinico - Carnico, circa 240 - 235 milioni di anni fa) e i suoi resti fossili sono stati ritrovati in Europa e in Asia, in quello che un tempo era l'antico mare di Tetide.

## Descrizione
Le dimensioni di questo animale, simile agli attuali gigli di mare, erano impressionanti. Il solo stelo poteva superare gli 11 metri di lunghezza. Sono stati ritrovati fossili di intere colonie attaccate a tronchi galleggianti mediante cirri simili a radici, e gli individui presenti in una sola colonia potevano raggiungere le 150 unità. Il calice reggeva sette o più paia di braccia che si biforcavano quasi alla base; lungo le braccia erano presenti i tipici elementi sfrangiati simili a quelli delle forme attuali. Una delle caratteristiche più significative di Traumatocrinus era la morfologia unica dello stelo, costituito da elementi che possedevano faccette articolari di forma insolita: erano composte da crenulae a forma di v che si estendevano dalla parte centrale fino all'anello esterno di ogni elemento. Le crenulae erano disposte in file che si biforcavano distalmente ed erano separate dalle file adiacenti grazie a solchi distinti. Ogni solco era connesso a un canale che si apriva nella sua parte prossimale.  

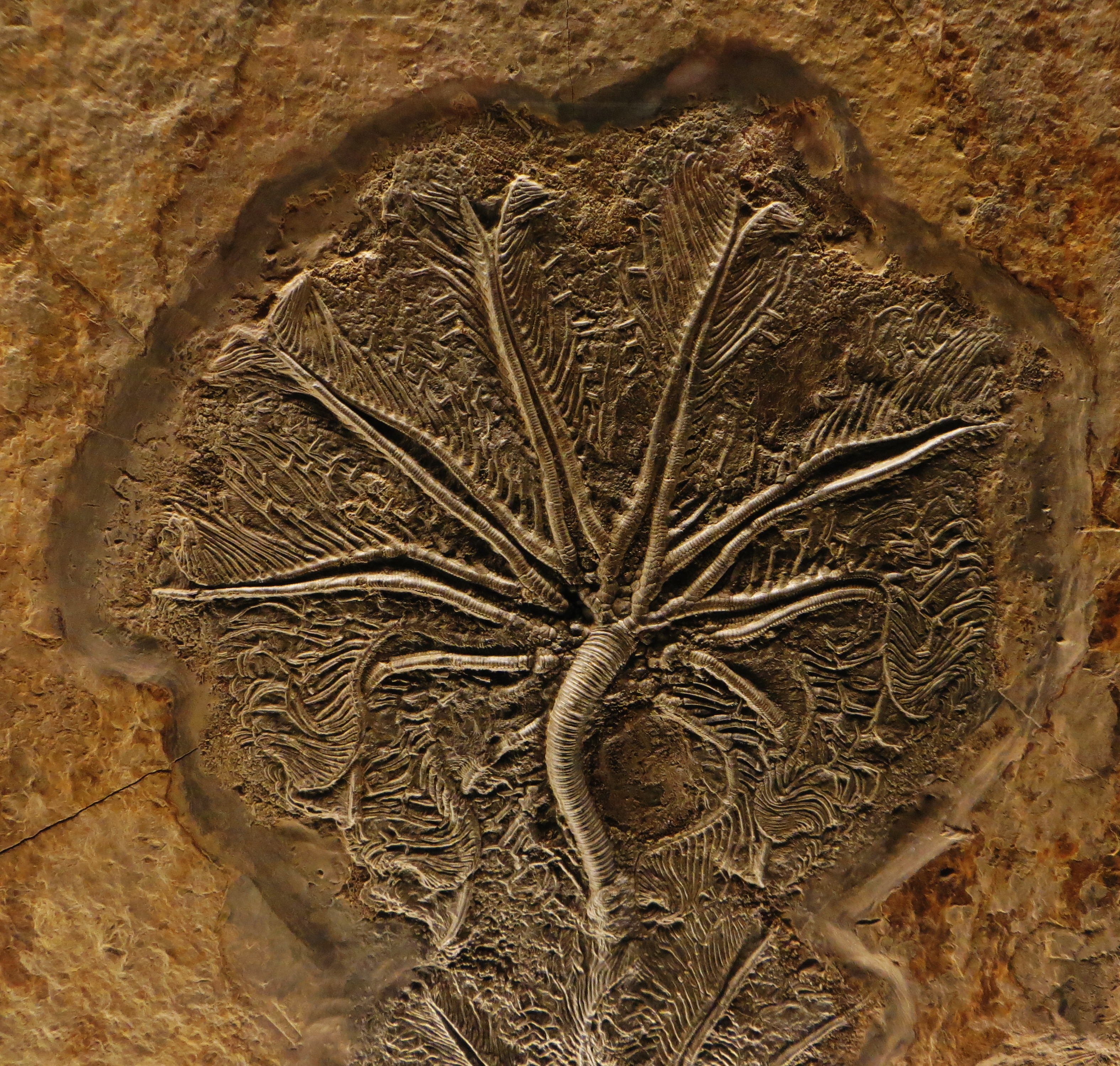
Particolare della corona di Traumatocrinus caudex

## Classificazione
I primi fossili di questi animali vennero descritti come Porocrinus caudex da Dittmar nel 1866 e provenivano dai giacimenti del Triassico medio/superiore dell'Austria. Nel 1899 Woehrmann ascrisse questa specie al nuovo genere Traumatocrinus. Oltre alla specie tipo, T. caudex, sono note anche altre specie come T. hsui e T. guanlingensis provenienti dalla Cina, e T. timoricus dell'Italia. Fossili di Traumatocrinus sono noti anche in India, Iran, Slovacchia. 
Traumatocrinus appartiene agli Encrinida, un gruppo di crinoidi tipici del Triassico, il cui più noto rappresentante è Encrinus. Strettamente imparentato con Traumatocrinus era Vostocovacrinus, che non era diffuso nella Tetide bensì nei mari boreali. 

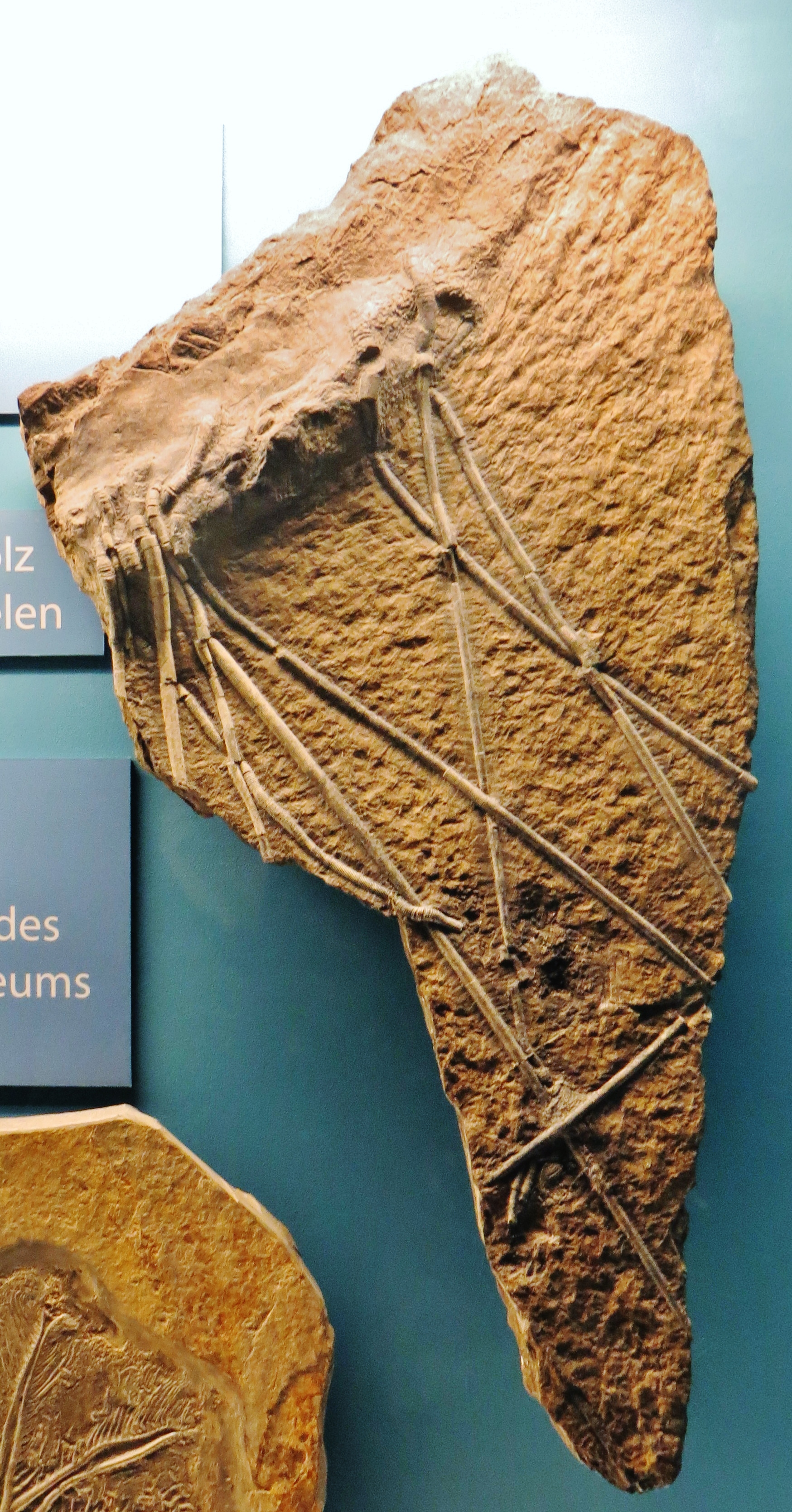
Fossili di Traumatocrinus caudex, con gli steli ancora attaccati a un tronco fossile

## Paleobiologia e paleoecologia
I fossili migliori di Traumatocrinus provengono dalla Cina, nei giacimenti della provincia di Guizhou. In questi siti sono stati ritrovati fossili completi di Traumatocrinus, con gli steli ancora attaccati a resti di tronchi, che nel Triassico medio galleggiavano nell'antico mare di Tetide. Un solo tronco poteva ospitare colonie di oltre 150 individui, con steli lunghi undici metri. Queste "foreste" di crinoidi ospitavano un vero e proprio ecosistema, in cui il plancton veniva catturato dagli stessi crinoidi e da numerosi piccoli pesci, che venivano a loro volta mangiati da altri pesci più grossi e da numerosi rettili marini. 
Traumatocrinus possedeva numerose specializzazioni per il suo peculiare stile di vita: tra queste, una costituzione leggera per ridurre il carico sul tronco alla deriva, mantenendo il galleggiamento il più a lungo possibile; l'alleggerimento era reso possibile grazie a sistemi di pori nelle fossulae intercolumnali e a tubuli longitudinali. Altre caratteristiche insolite riguardavano l'allungamento dello stelo per raggiungere i livelli marini ricchi di plancton e la possibilità di rendere lo stelo flessibile o forte (grazie a un tessuto connettivo mutevole); un sistema di ancoraggio ai tronchi galleggianti mediante radichette adesive; l'aumento del numero di braccia divergenti per compensare lo svantaggio del dipendere dalle correnti marine. L'articolazione brachiale esclusivamente legamentosa in Traumatocrinus rendeva la corona di questo animale piuttosto inflessibile, al contrario di altre forme di crinoidi successive (come Seirocrinus) in cui le articolazioni muscolari rendevano la struttura più flessibile (Hagdorn, 2016). 
Traumatocrinus condivideva lo stile di vita pseudoplanctonico con altri crinoidi successivi e non strettamente imparentati, come il già citato Seirocrinus e Pentacrinites, con i quali condivideva numerose caratteristiche a causa di un'evoluzione convergente. Nel Giurassico inferiore, anche questi crinoidi si estinsero, forse a causa dell'apparizione di bivalvi incrostanti (Hagdorn et al., 2007).